# Train de banlieue de Thessalonique
Le train de banlieue de Thessalonique (grec moderne : Προαστιακός σιδηρόδρομος Θεσσαλονίκης – Proastiakós sidiródromos Thessaloníkis) est un réseau de trois lignes de train urbain qui relie l'agglomération de Thessalonique au départ de la Nouvelle gare de Thessalonique (el). Les trois terminus sont Larissa (ligne Π1), Flórina (ligne Π2) et Serrès (ligne Π3 ne présentant qu'un ou deux trajets quotidiens).

## Galerie

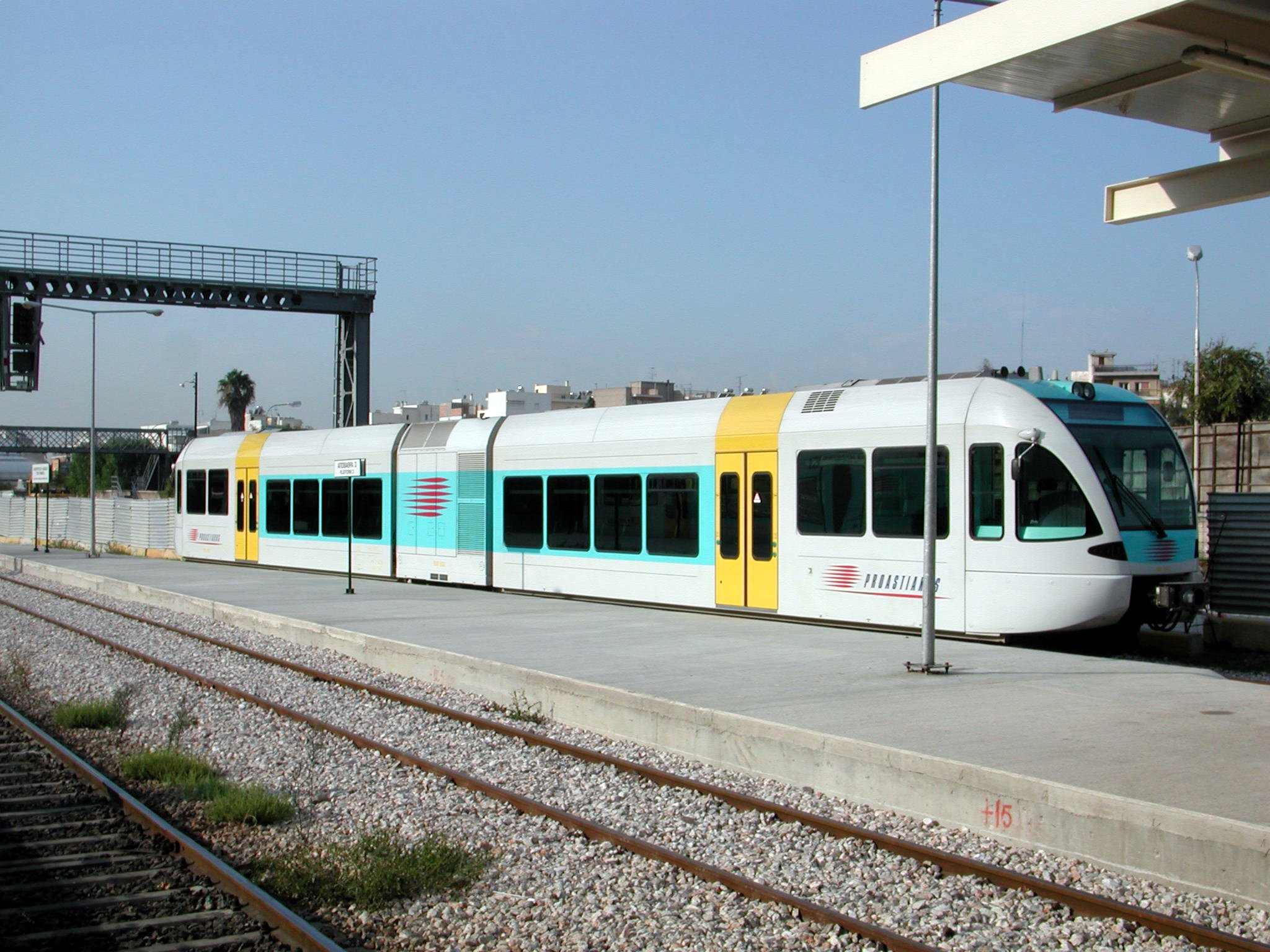
Rame du train de banlieue à la gare de Patras-Centre (la voie la plus à gauche est normale).

## Source
1. ↑  https://www.hellenictrain.gr/sites/default/files/2022-06/%CE%A7%CE%AC%CF%81%CF%84%CE%B7%CF%82-%CE%A0%CF%81%CE%BF%CE%B1%CF%83%CF%84%CE%B9%CE%B1%CE%BA%CE%AE%CF%82-%CE%93%CF%81%CE%B1%CE%BC%CE%BC%CE%AE%CF%82-%CE%98%CE%B5%CF%83%CF%83%CE%B1%CE%BB%CE%BF%CE%BD%CE%AF%CE%BA%CE%B7%CF%82-%CE%9B%CE%AC%CF%81%CE%B9%CF%83%CE%B1%CF%82_0.pdf
2. ↑  https://www.hellenictrain.gr/sites/default/files/2022-06/%CE%A7%CE%AC%CF%81%CF%84%CE%B7%CF%82-%CE%A0%CF%81%CE%BF%CE%B1%CF%83%CF%84%CE%B9%CE%B1%CE%BA%CE%AE%CF%82-%CE%93%CF%81%CE%B1%CE%BC%CE%BC%CE%AE%CF%82-%CE%98%CE%B5%CF%83%CF%83%CE%B1%CE%BB%CE%BF%CE%BD%CE%AF%CE%BA%CE%B7%CF%82-%CE%88%CE%B4%CE%B5%CF%83%CF%83%CE%B1%CF%82-%CE%A6%CE%BB%CF%8E%CF%81%CE%B9%CE%BD%CE%B1%CF%82_0.pdf
3. ↑  https://tickets.hellenictrain.gr/dromologia/?lang=en